# Heodes mutilata
Heodes mutilata är en fjärilsart som beskrevs av Schultz 1905. Heodes mutilata ingår i släktet Heodes och familjen juvelvingar. Inga underarter finns listade i Catalogue of Life.